# ليوناردو نوفو
ليوناردو نوفو (13 أكتوبر 1990 بمونتفيدو في الأوروغواي - ) (بالإسبانية: Leonardo Rubén Novo Pérez)‏ هو لاعب كرة قدم أوروغواني في مركز الهجوم. لعب مع ناسيونال مونتيفيديو والتانك سيلي.

## وصلات خارجية
- ليوناردو نوفو على موقع قاعدة بيانات كرة القدم.إي يو (الإنجليزية)
- ليوناردو نوفو على موقع Soccerway.com (الإنجليزية)